# Escuela Superior de Formación de Maestros Warisata
La Escuela Superior de Formación de Maestros Warisata es una escuela de formación superior de Bolivia, conocida por la innovación pedagógica que supuso su creación como Escuela Ayllu en 1931, estableciéndose en una población rural mayoritariamente aimara, que buscaba construir comunitariamente los saberes inspirada en las tradiciones aymara.

## Historia

### Escuela Ayllu
La Escuela Ayllu fue un proyecto pedagógico, fundado el  2 de agosto de 1931 en las faldas del Illampu. Éste se ubica en el pueblo de Warisata, de población mayoritariamente aymara, localizado en la provincia de Omasuyos, a 11 km de Achacachi, y a 100 km de la ciudad de La Paz, a más de 3.900 metros sobre el nivel del mar. 

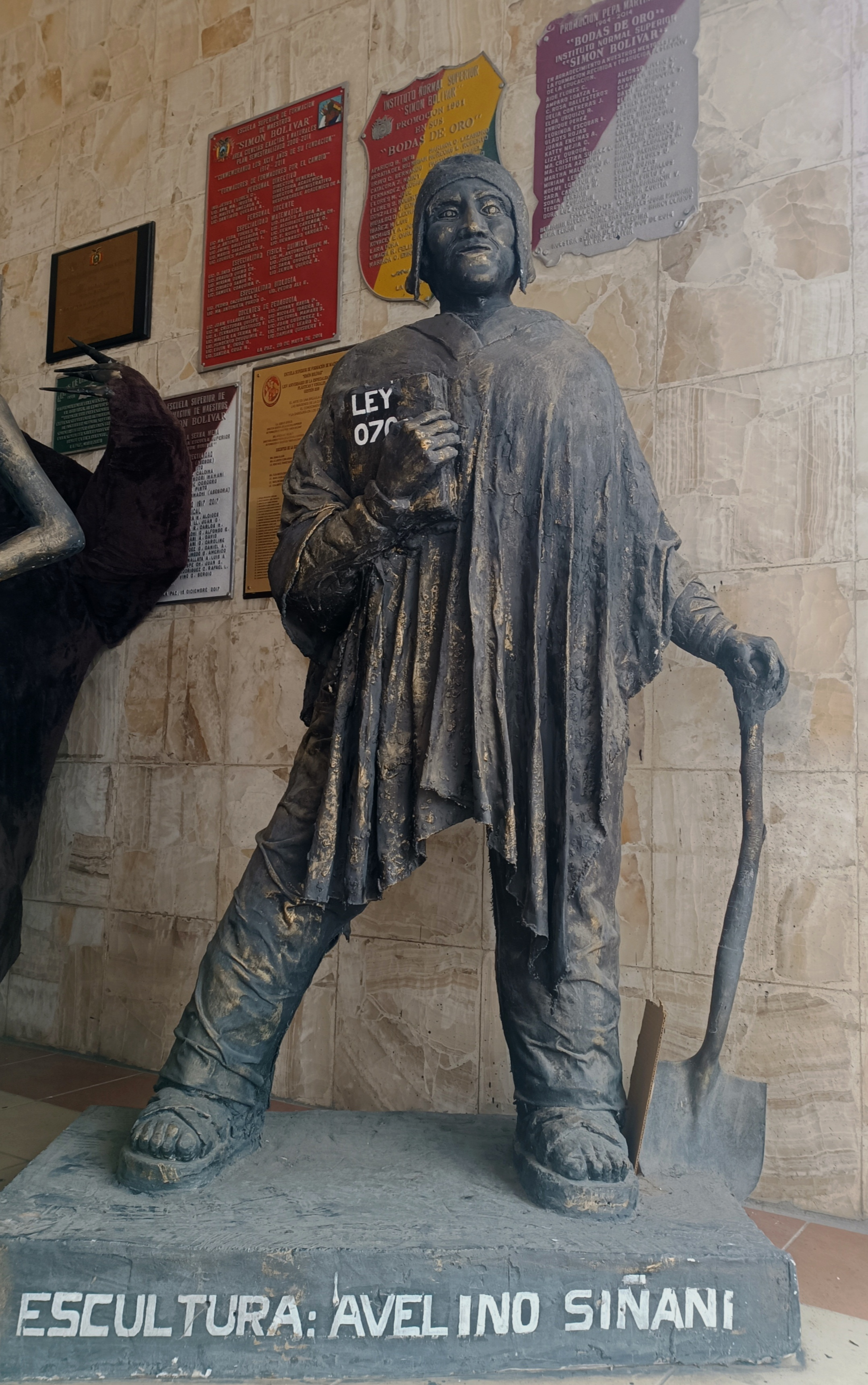
Escultura a Avelino Siñani en la entrada al edificio principal de la Escuela Superior de Formación de Maestros Simón Bolívar, en La Paz, Bolivia (2025).

Desde la perspectiva legal, la escuela tuvo sus fundamentos en el “Decreto de Educación Indígena” promulgado por Daniel Sánchez Bustamante en 1919, y reformulado en 1931. Así como en el estatuto de Educación Pública de 1930. Elizardo Pérez fue encargado de edificar y dirigir la Escuela de Warisata, junto con Avelino Siñani, aymara oriundo del lugar, que pidió la participación y el permiso de la comunidad de Warisata para instalar la escuela. La comunidad siempre tuvo una participación en lo que respecta a las funciones y organización de la escuela, por tal razón, en Warisata las implantaciones y designios del Ministerio de Educación fueron siempre secundarias. De mayor trascendencia fue la opinión y las resoluciones de los pobladores de la localidad y la ayuda de cada integrante del lugar. De esta forma la Escuela Ayllu llegó a ser pionera en la educación bilingüe castellano-aimara. La escuela también puso mayor interés y énfasis en los planteamientos sobre las relaciones entre la oralidad y la escritura.
Con este objetivo y bajo el consejo y guía de Elizardo Pérez y de Avelino Siñani, la escuela fue instalada en un lugar inhóspito. El proyecto concebía: "Una escuela levantada en medio de los indios, a la que el autóctono le prestara el concurso de su cooperación desinteresada que pudiera llamarse efectivamente escuela indigenal y cuya misión fuera directamente en servir a los indios y a su educación" (Warisata, 1934: 2).
Se establecieron talleres de aprendizaje comunitario como:
- Producción de los alimentos
- Producción de vestimentas
- Talleres de telares para alfombra
- Carpintería para muebles
- Fabricación de tejas

### Infraestructura
La escuela fue puesta en funcionamiento inicialmente por los comunarios de manera clandestina en una capilla de la comunidad. Tras la alianza Pérez-Siñani -que consolidó el apoyo estatal al proyecto-, se establecieron nuevas infraestructuras: para 1938 se contaba con un edificio de inspiración tiahuanacota, con formas escalonadas. Uno de los pabellones más conocidos fue el Pabellón México, bautizado de esta manera para reflejar las relaciones de colaboración y admiración establecidas entre las escuelas indigenales de ambos países. La construcción de este pabellón fue financiada por la CREFAL.

## Precursora de la educación indígena
Las experiencias desarrolladas por la Escuela Ayllu fueron inspiradoras de proyectos educativos en el continente Latinoamericano.

## Núcleo educativo
Tras el decreto de José Luis Tejada Sorzano del 13 de agosto de 1935 que establecía la instauración de 16 núcleos de educación indigenal en todo el país, la Escuela de Warisata se convirtió en uno de ellos, el Decreto en su artículo cuarto establece:
Las orientaciones peculiares de cada núcleo de educación indigenal dependen de las ocupaciones dominantes de cada zona y de características geográficas.
- Fue paradigma de los núcleos de educación campesina que empezaron en Perú, en la época de José  Bustamente y Rivero su ministro de Educación,  Luis E. Valcárcel, en 1946. En los años 70 sirvió de guía  a los núcleos educativos comunales de educación Básica, en el prospecto de la Reforma Educativa de Juan Velasco Alvarado, 1973.[8]

## Escuela Superior de Formación de Maestros Warisata
La escuela atravesó diferentes periodos, entre ellos el más duro fue en 1940, cuando fue saboteada y cerrada para ser retomada posteriormente bajo otros principios. Actualmente funciona bajo la administración del gobierno de Bolivia.
En 2014 se graduó la primera promoción de maestros con el grado de Licenciados en Educación Superior.